# أرصاد جوية مائية

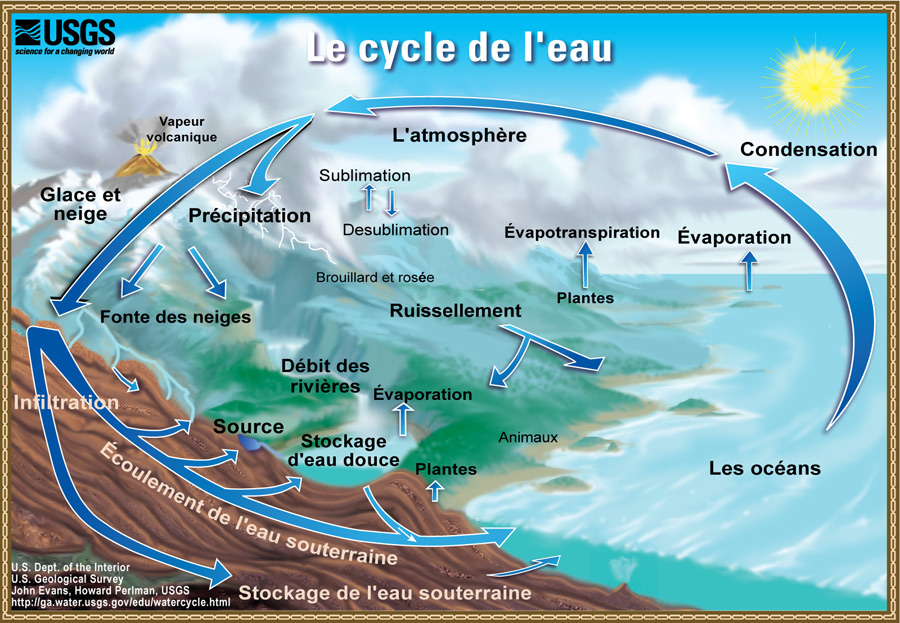
صوره توضيحية للارصاد الجوية المائية

الأرصاد الجوية المائية هي فرع من فروع الأرصاد الجوية وعلم المياه يدرس تحويل المياه والطاقة بين سطح الأرض والغلاف الجوي المنخفض. ولدى منظمة اليونسكو  العديد من البرامج والأنشطة التي يتم تنفيذها، والتي تتناول دراسة المخاطر الطبيعية التي يكون منشؤها الأرصاد الجوية المائية والحد من آثارها. ومن بين هذه المخاطر، والتي تعد نتائج العمليات أو الظواهر الطبيعية ذات الطبيعة الجوية أو الهيدرولوجية أو المحيطية، وتتمثل في الفيضانات والأعاصير الاستوائية والجفاف والتصحر. وقد كونت العديد من البلدان كفاءات عملية في مجال الأرصاد الجوية المائية للمساعدة في التنبؤ بالطقس، وتحذير وإخطار عامة الجمهور بهذه المخاطر النامية.

## الأرصاد الجوية المائية التشغيلية المستخدمة
من بين البلدان التي لديها خدمة أرصاد جوية مائية تشغيلية:
- أستراليا
- كندا
- إنجلترا وويلز (مركز التنبؤ بالفيضانات)
- فرنسا
- الهند
- أسكتلندا
- روسيا
- الولايات المتحدة الأمريكية